# Abapeba sicarioides
Abapeba sicarioides är en spindelart som först beskrevs av Cândido Firmino de Mello-Leitão 1935.  
Abapeba sicarioides ingår i släktet Abapeba och familjen flinkspindlar. Inga underarter finns listade i Catalogue of Life.